# Важка вода (фільм)
«Важка вода» — радянський художній фільм 1979 року, знятий режисером Леопольдом Бескодарним на Кіностудії ім. О. Довженка.

## Сюжет
За мотивами однойменного роману Віталія Логвиненка. Фільм розповідає про нелегкі та небезпечні будні, закоханих у свою професію, офіцерів-підводників за часів холодної війни.

## У ролях
- Борис Борисов — Арнольд Петрович, командир підводного човна
- Борис Гусаков — Юрій Олексійович, замполіт
- Сергій Десницький — Борис Антонович Галаєв, старпом, капітан другого рангу
- Геннадій Шкуратов — Георгій Максимович, судновий лікар
- Анатолій Барчук — Ігор Павлович, командир БЧ-5
- Леонід Яновський — Ковальов, старший лейтенант, начальник РТС підводного човна
- Юрій Мисенков — помічник командира
- Сергій Подгорний — Ігор Дєвушкін, мічман
- Віктор Мамаєв — Василь Мідядько, акустик
- Геннадій Болотов — штурман
- Віктор Панченко — санінструктор
- Андрій Праченко — вістовий
- Ігор Черницький — Румянцев, матрос підводного човна
- Наталія Вавілова — Олена Соловйова
- Валентина Титова — Ольга Андріївна (озвучена іншою актрисою)
- Валерія Чайковська — Віра, агроном
- М. Межерицький — епізод
- Наталія Гебдовська — старенька на сільському цвинтарі
- Ігор Чаленко — епізод
- Людмила Зверховська — епізод
- Данило Ковжун — Сергій, син агронома

## Знімальна група
- Режисер — Леопольд Бескодарний
- Сценарист — Олександр Гусельников
- Оператор — Геннадій Енгстрем
- Композитор — Леонід Афанасьєв
- Художник — Володимир Цирлін